# Metahohmannita
La metahohmannita és un mineral de la classe dels sulfats.

## Classificació
Segons la classificació de Nickel-Strunz, la metahohmannita pertany a «07.DB: Sulfats (selenats, etc.) amb anions addicionals, amb H₂O, amb cations de mida mitjana només; octaedres aïllats i unitats finites» juntament amb els següents minerals: aubertita, magnesioaubertita, svyazhinita, khademita, jurbanita, rostita, ortominasragrita, anortominasragrita, minasragrita, amarantita, bobjonesita, hohmannita, aluminocopiapita, calciocopiapita, copiapita, cuprocopiapita, ferricopiapita, magnesiocopiapita i zincocopiapita.

## Característiques
La metahohmannita és un sulfat de fórmula química Fe₂3+(SO₄)₂O·4H₂O. Cristal·litza en el sistema triclínic. Sol formar masses pulverulentes com a resultat de la deshiodratació de la hohmannita.

## Formació i jaciments
Es forma per deshidratació parcial de la hohmannita. S'ha descrit associada a la hohmannita, amarantita, fibroferrita i copiapita. S'ha trobat a Austràlia, Xile i als Estats Units.